# Sycute
Sycute is een geslacht van sponsdieren uit de klasse van de Calcarea (kalksponzen).

## Soort
- Sycute dendyi (Kirk, 1895)